# Mateusz Nocek
Mateusz Nocek (ur. 15 września 1992 w Jaśle) – polski muzyk, autor tekstów, kompozytor, wokalista, a także poeta i prozaik.

## Życiorys
Urodził się 15 września 1992 w podkarpackim Jaśle. Absolwent tamtejszego Technikum nr 5 w Zespole Szkół Budowlanych im. Króla Kazimierza Wielkiego. Swoje pierwsze poważne kroki artystyczne stawiał w 2012 roku, chociaż już wcześniej epizodycznie udzielał się w lokalnych przedsięwzięciach artystyczno-rozrywkowych. W tym samym roku został współzałożycielem Klubu Inicjatyw Artystycznych WSCHÓD działającego przy Miejskiej Bibliotece Publicznej w Jaśle. W 2014 roku skomponował muzykę do wierszy poety Krzysztofa Karaska, z którym wystąpił w Teatrze im. Wandy Siemaszkowej w Rzeszowie na festiwalu poezji i prozy. Ze swoimi piosenkami gościnnie wystąpił w TVP Rzeszów. W 2015 roku został laureatem konkursu „Nowe Źródła” w Gorajcu. Uczestnik warsztatów i finalista festiwalu pt. „Stachura – Wielki Testament 2017”. Współzałożyciel zespołu Vol.33, który na początku 2023 roku wydał swoją debiutancką płytę pt. "Dzieci Mistrza i Małgorzaty".

### Twórczość
W swojej twórczości muzycznej oraz literackiej porusza tematykę filozoficzno-egzystencjalną. Motyw miłości, śmierci oraz odrębności. Skomponował muzykę do kilkuset wierszy znanych polskich oraz zagranicznych poetów. Na swoim koncie artystycznym ma ponad trzysta utworów autorskich. W jego muzycznej twórczości znaleźli się polscy i zagraniczni poeci, jak m.in. Marian Ośniałowski, Andrzej Bursa, Bolesław Leśmian, Leopold Staff, Władysław Broniewski, także Rainer Maria Rilke, Arthur Rimbaud, Johann Wolfgang von Goethe czy Hermann Hesse.

## Publikacje

### Tomy poetyckie
- Piosenki na przetrwanie, 2014, posł. Stanisław Dłuski[12],
- Gitara za dziewczynę, 2015, posł. Sylwia Gawłowska,
- Stadium wilka, 2015,
- Wieszcz rzeczy znanej (ballady, 2017),
- Z uwagi na tekst (piosenki, wiersze, 2019),

### Poematy
- Skądinąd, "Wydawnictwo Miniatura", Kraków 2019, ISBN 987-83-8052-418-7[13],
- Emocje niepokorne albo Ściąga w razie zapomnienia, posł. Stanisław Dłuski, „Liberum Verbum”, Wrocław 2022, ISBN 978-83-66358-86-7[14].

### Opowiadania
- Pociąg wykolejeńców, posł. Piotr Durak, "Ruthenic Art", Krosno 2019, ISBN 978-83-9520-336-7[15],

### Powieści
- Wrzaskliwość, posł. Piotr Durak, "Liberum Verbum", Wrocław 2020, ISBN 978-83-66358-56-0[16],

## Dyskografia

### Albumy
| Rok  | Tytuł                                             | Pozycja na liście |
| Rok  | Tytuł                                             | POL               |
| ---- | ------------------------------------------------- | ----------------- |
| 2023 | Vol.33 - Dzieci Mistrza i Małgorzaty - Data: 2023 | b.d               |